# Gorges de l'Arve
Les gorges de l'Arve sont des gorges de France située en Haute-Savoie, aux Houches, à Servoz et à Passy, à l'entrée de la vallée de Chamonix.

## Géographie
L'Arve s'enfonce dans son lit en deux endroits, d'une part entre les aiguilles Rouges sous l'aiguillette des Houches et la pointe de Lapaz à l'est et le massif du Mont-Blanc sous le Prarion et la tête Noire à l'ouest et d'autre part entre le massif du Faucigny sous la chaîne des Fiz, la pointe de Platé et la tête du Colonney au nord et le massif du Mont-Blanc sous la montagne des Gures au sud. Entre ces deux gorges se trouve la petite plaine de Servoz, fond d'un ancien lac formé à plusieurs reprises depuis la fin de la dernière glaciation.
Ce resserrement de la vallée entre les Houches et Passy constitue un frein au développement des axes de communication, entraînant la construction de plusieurs ouvrages d'art comme des routes en corniche, les viaducs des Égratz et Sainte-Marie ou encore les tunnels des Chavants et du Châtelard.
Ces gorges ne sont pas aménagées, notamment au niveau hydroélectricité, et non accessibles en raison des chutes de pierre et des lâchers d'eau des barrages en amont.

Gouache de Jean-Antoine Linck montrant le paysage de Servoz à la sortie des premiers gorges de l'Arve dominé par le mont Blanc.